# Sphecodes atriapicatus
Sphecodes atriapicatus is een vliesvleugelig insect uit de familie Halictidae. De wetenschappelijke naam van de soort is voor het eerst geldig gepubliceerd in 1912 door Strand.